# 亮海豬魚
亮海豬魚，為輻鰭魚綱鱸形目隆頭魚亞目隆頭魚科的其中一種，分布於西太平洋區，從日本南部至印尼弗洛勒斯海海域，棲息深度1-15公尺，體長可達13公分，棲息在珊瑚生長茂盛的潟湖，生活習性不明。